# Peña Bolística Torrelavega
La Peña Bolística Torrelavega es una peña de bolos de Torrelavega fundada en 1935, siendo de las peñas más antiguas de las que están en activo. Es la tercera peña más laureada de la historia del bolo palma en Cantabria con 7 campeonatos de liga.

## Historia
La Bolística, como se la conoce popularmente, fue una de las peñas fundadoras de la liga en 1958; de hecho la peña contó con dos equipos (la Bolística A y la Bolística B) en una liga en la que todos los equipos eran de Torrelavega a excepción de uno de Santander y otro de Cabezón de la Sal.
La época dorada de la Bolística llegó en la década de los 70, en la que logró 7 ligas, 2 subcampeonatos de Liga, 1 Copa Presidente de Cantabria y un subcampeonato de la Copa Presidente de Cantabria en los 12 años que van desde 1969 a 1980, siendo la peña dominadora de la época. 
Los años 80 y 90 pasaron sin pena ni gloria para la peña, con tan solo un tercer puesto en la Liga en 1998 e incluso cuatro temporadas en la segunda categoría nacional, que precedieron a una penosa década del 2000 que pasó entre la segunda y la tercera categoría nacionales, salpicada con esporádicas presencias en la máxima categoría (2007) tras fusionarse con la Peña Bolística Monte. Sin embargo los dos últimos años parece que la peña ha remontado el vuelo al lograr el campeonato de Primera Categoría (segunda categoría nacional) en 2008, que le dio el ascenso a la máxima categoría. Tras el cisma en el mundo de los bolos del verano de 2009, la Bolística decide unirse a las peñas de la Liga APEBOL, logrando el cuarto puesto en la Liga y el subcampeonato de la Copa Cantabria Infinita.

## Palmarés
- Campeón de la liga Torneo Diputación (7): 1969, 1970, 1972, 1973, 1976, 1977 y 1980.
- Campeón de la Copa Presidente de Cantabria (1): 1977.
- Campeón del Campeonato de España de Bolo Palma de Clubs (1): 1980.
- Subcampeón del Torneo Diputación (3): 1964, 1974 y 1975.
- Subcampeón de la Copa Presidente de Cantabria (2): 1963 y 1976.
- Subcampeón de la Copa Cantabria Infinita (APEBOL) (1): 2009.
- Campeón de Primera (2): 1995 y 2008.
- Subcampeón de Primera (1): 1994.
- Campeón de Segunda Especial (2): 1987 y 2004.
- Subcampeón de Segunda Especial (1): 2006.